# 硫酸ジエチル
硫酸ジエチル（りゅうさんジエチル、英: Diethyl sulfate）は硫酸エステルの一種で、高い毒性と発癌性を持つ有機化合物。ペパーミント臭のある無色の液体で、化学式はC4H10O4S。アルキル化剤として、フェノール類やアミン、チオール等にエチル基を導入する際に用いられる。

## 安全性
強力なエチル化作用を持ち、DNAをエチル化する。動物実験では発癌性が確認され、ヒトに対しても発癌性があると考えられている。国際がん研究機関ではIARC Group2Aと評価している。日本の消防法では危険物第4類・第3石油類に該当する。毒物及び劇物取締法では劇物、船舶安全法や航空法では毒物としての扱いを受ける。ウサギを用いた動物実験では、眼および皮膚に対し、壊死を含む重篤な腐食性が確認された。水生生物には有害であるが、急速分解性があり生物蓄積性は低い。

## 用途
有機合成化学において強力なエチル化剤として、医薬品・染料・農薬・界面活性剤（第4級アンモニウム塩）の原料・中間体として使用される。